# Андрианариву, Рене Тантели Габрио
Рене Тантели Габрио Андрианариву (малаг. René Tantely Gabrio Andrianarivo; род. 25 мая 1954, Амбуситра, Амурун'и Маниа — 31 августа 2023, Париж, Франция) — малагасийский политический деятель, премьер-министр Мадагаскара с 23 июля 1998 по 31 мая 2002 года.

## Биография
Занимал пост министра промышленности, энергетики и горнорудной промышленности.
После победы Дидье Рацираки на президентских выборах 1996 года, Андрианариву стал вице-премьером, отвечающим за экономику и финансы в новом правительстве премьер-министра Паскаля Ракутумаву, назначенного 27 февраля 1997 года, наравне другими вице-премьерами — Пьеро Радзаонаривело и Херизо Разафимахалео. После парламентских выборов, состоявшихся в мае 1998 года он был назначен премьер-министром Мадагаскара. После выборов 2002 года, в результате которых Марк Равалуманана отправил Рацираку в изгнание, Андрианариву объявил чрезвычайное положение. В последующие месяцы две конкурирующие правительства боролись за контроль над островом. 27 мая 2002 года, силы Равалумананы совершили рейд в резиденцию премьер-министра в Антананариву — последнее здание правительства в столице находившееся под контролем правительства Рацираки — и задержали Андрианариву. Жак Юг Силла взял на себя обязанности премьера. В ответ на это, Рацирака сказал, что не будет участвовать в запланированных переговорах пока Андрианариву не будет выпущен.
Суд над Андрианариву начался 22 декабря 2003 года, и уже 24 декабря он был признан виновным в растрате и узурпации полномочий и был приговорен к 12 годам каторжных работ. Он также был оштрафован на 42 миллиарда малагасийских франков, около 7,6 млн. долларов США: около 7,4 млн. он якобы украл у государства, а еще 200 тысяч взыскано в качестве возмещения ущерба. Обвинение утверждало, что Андрианариву не был законным премьер-министром, а когда он снимал деньги, он делал это незаконно. Андрианариву утверждал, что, несмотря на назначение Силлы, он юридически оставался премьер-министром. По данным «Amnesty International», судебный процесс был «омрачен нарушениями». Ухудшилось и состояние его здоровья. В 2003 году Равалуманана разрешил обратиться за медицинской помощью за рубежом.
3 мая 2007 года, было объявлено, что около 2,3 млн. долларов США в Швейцарии были разморожены и вновь доступны для него, после расследования отмывания денег, закрытого в связи с отсутствием состава преступления. Однако, Андрианариву обязали оплатить стоимость расследования, а правительство Мадагаскара выразило протест против швейцарского решения.
11 июня 2007 года во Франции, Андрианариву встретился с бывшим президентом Альбертом Зафи, ранее встретившимся с Рациракой. Андрианариву и Рацирака вновь встретились с Зафи 25 июня.